# سوزانا لوفاس بافليك
سوزانا لوفاس بافليك (بالمجرية: Lovász Zsuzsanna)‏ مواليد 17 ديسمبر 1976 في بودابست، هي لاعبة كرة يد مجرية معتزلة لعبت كجناح أيمن. مثلت منتخب المجر لكرة اليد للسيدات في 73 مباراة. شاركت في دورة الألعاب الأولمبية الصيفية سنة 2004. حققت المركز الثاني في بطولة العالم لكرة اليد للسيدات 2003.

## سجل المنافسة
شاركت في البطولات التالية:
- بطولة العالم لكرة اليد للسيدات 2003
- بطولة أوروبا لكرة اليد للسيدات 2002
- بطولة أوروبا لكرة اليد للسيدات 2004

## الميداليات
| الميدالية | المسابقة                            |
| --------- | ----------------------------------- |
| فضية      | بطولة العالم لكرة اليد للسيدات 2003 |
| برونزية   | بطولة أوروبا لكرة اليد للسيدات 2004 |

## روابط خارجية
- سوزانا لوفاس بافليك على موقع أوليمبيديا (الإنجليزية)